# Otto Kähler
Otto Kähler (Amburgo, 3 marzo 1894 – Kiel, 2 novembre 1967) è stato un ammiraglio tedesco.
Ufficiale della Marina tedesca durante la prima guerra mondiale, venne decorato della Croce di Ferro di seconda classe. Nel marzo 1940, poco dopo lo scoppio della seconda guerra mondiale, assunse il comando dell’incrociatore ausiliario Thor, con il quale compì una missione nell’Atlantico affondando in 329 giorni di missione, 12 navi per un totale di 96.6540 tonnellate. Insignito della Croce di Cavaliere della Croce di Ferro il 29 novembre 1941, fu promosso contrammiraglio il 1 febbraio 1943. Nominato Comandante delle forze navali tedesche presenti in Bretagna, per la brillante difesa della piazzaforte di Brest nel settembre 1944 fu insignito delle fronde di Quercia sulla Croce di Cavaliere.

## Biografia

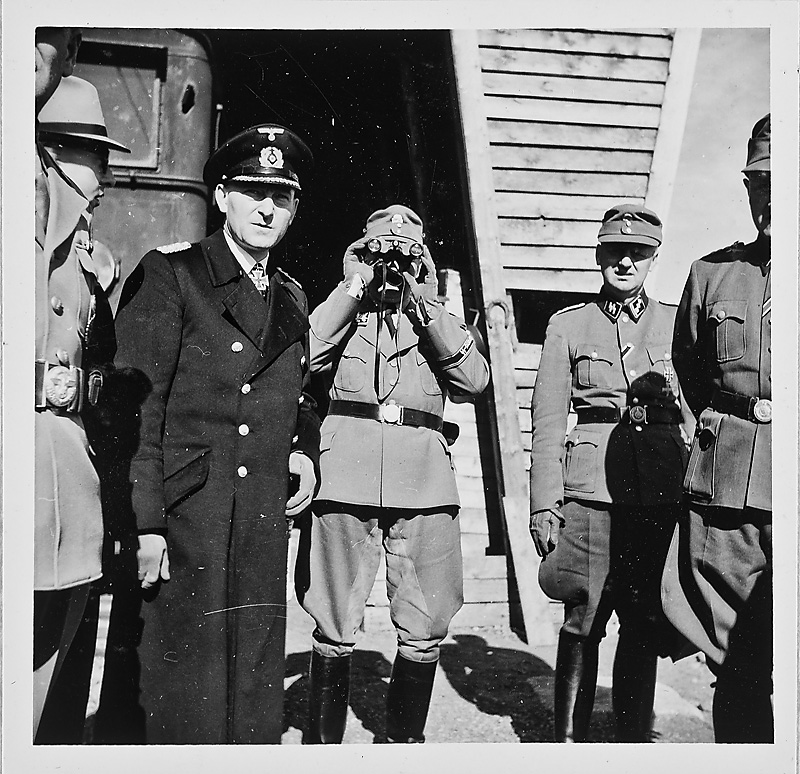
Il Kapitän zur See Otto Kähler ritratto nel corso della visita in Norvegia e Finlandia avvenuta nel 1942.

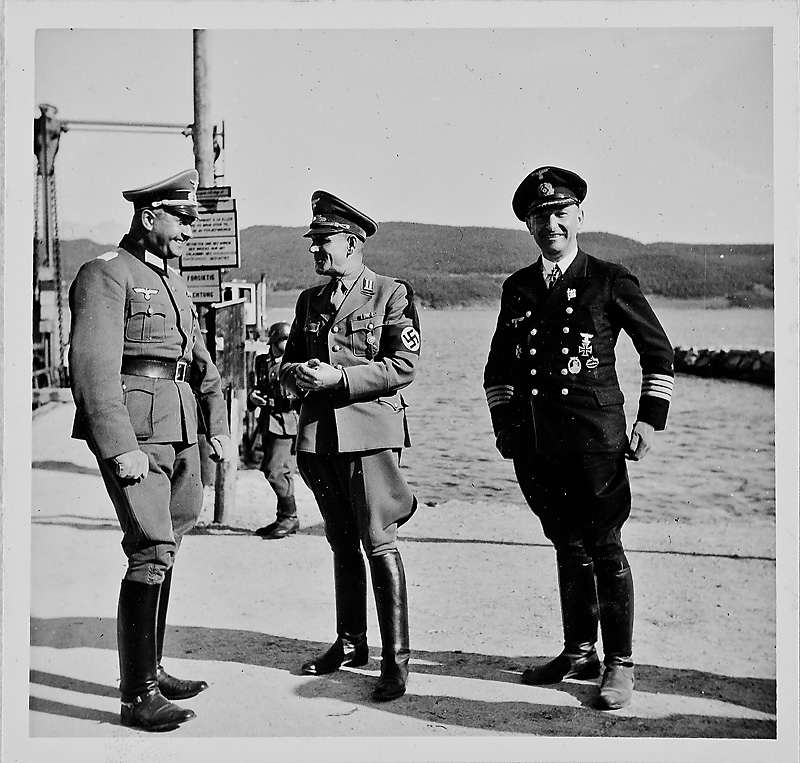
L'Oberstleutnant Wilhelm Schroeder, Fritz Johlitz e Otto Kähler in Norvegia nel corso del 1942.

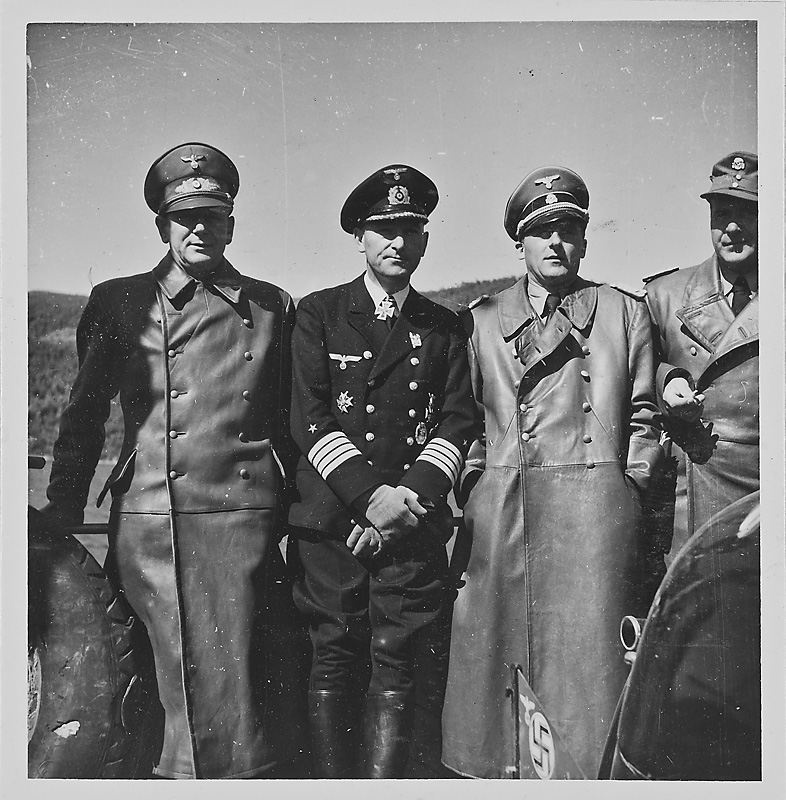
Fritz Johlitz, Otto Kähler, Rudolf Schiedermair e Hans Keller in visita alle difese di Bodø e Narvik nel 1942.

Nacque ad Amburgo il 3 marzo 1894, ed entrò nella marina mercantile nel corso del 1909, arruolandosi poi volontariamente nella Kaiserliche Marine il 1º aprile 1914. Dopo aver frequentato l’Accademia navale di Mürwik fu assegnato come Seekadett all’incrociatore protetto Hansa che veniva impiegato come nave scuola.
Poco prima dello scoppio della prima guerra mondiale, il 29 luglio 1914, fu trasferito sull’incrociatore corazzato Roon, su cui rimase imbarcato fino al 6 febbraio 1916. A partire dal 1º giugno dello stesso anno fu assegnato alla Scuola sommergibilisti, e dopo aver completato la formazione entrò in servizio come ufficiale di coperta presso la Unterseebootsflottille "Kurland". Promosso da Vizesteuermann della riserva a Leutnant zur See della riserva, a partire dal 13 luglio 1916, entrò in servizio presso la Unterseebootsflottille "Flandern" dove divenne ufficiale di coperta dapprima sul sommergibile SMS UB 30 e poi sull’SMS UB 112. Dopo la fine del conflitto fu posto in congedo dal 19 dicembre 1918 al 30 giugno 1919, rientrando quindi in servizio nella Reichsmarine.

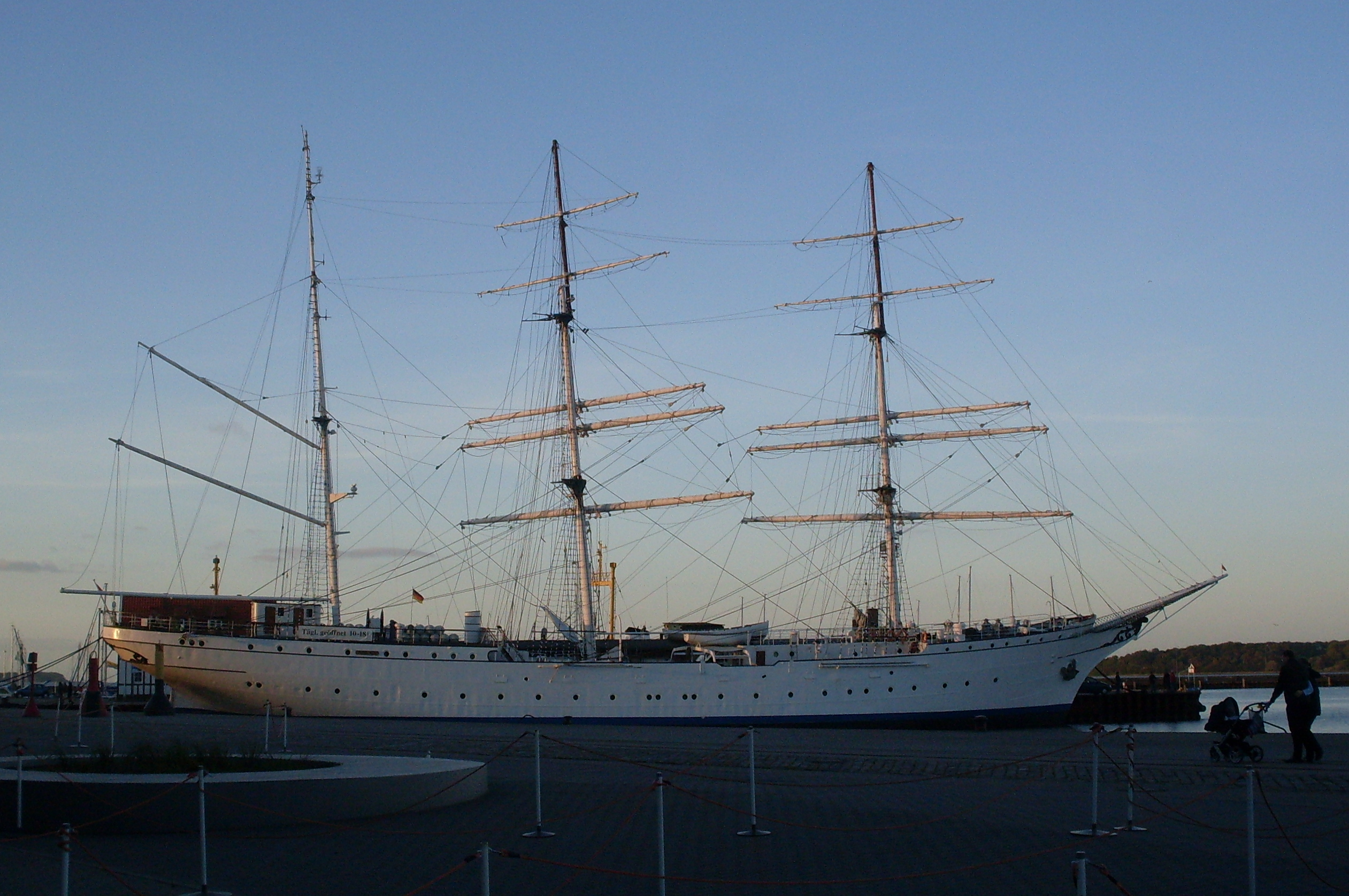
La nave scuola Gorch Fock in una foto risalente al 2010.

A partire dal 20 aprile 1920 divenne Aiutante di campo e ufficiale di guardia presso la V. Ostsee Minensuchflottille, ma lasciò il servizio fino all'8 settembre 1920 per ottenere il brevetto di Comandante presso l’Istituto nautico. Ripreso il servizio attivo il giorno 9, il 28 successivo fu promosso Oberleuntant zur See, e dall’8 novembre 1920 al 4 giugno 1921 ricoprì l’incarico di comandante del dragamine M 75  in forza alla 12. Halbflottille. Dopo aver prestato servizio presso l’Ufficio personale della flotta del Baltico, il 30 settembre 1922 divenne comandante del dragamine M 134. Per i successivi tre anni fu in servizio presso la 4. Torpedobootshalbflottille, prestando servizio prima come ufficiale di coperta sulla T 151 e poi come comandante della T 153. Il 1º ottobre 1925 fu trasferito, come Aiutante di bandiera, alla II. Torpedobootsflottille ricoprendo anche gli incarichi di comandante della torpediniera T 196 e poi della T 185. Dal 26 novembre 1927 al 30 settembre 1929 prestò servizio come Ufficiale di Stato maggiore presso il comando delle forze navali del Mare del Nord. Il 27 marzo 1933 assunse l’incarico di comandante di compagnia presso l'Accademia Navale di Friedrichsort, venendo poi trasferito come ufficiale di navigazione sull’incrociatore leggero Karlsruhe e promosso Korvettenkapitän il 1º dicembre 1933. Fino al 7 novembre 1937 prestò servizio presso l’Oberkommando der Marine, venendo promosso Fregattenkapitän il 1º luglio 1937. Dal 10 novembre dello stesso anno al 18 marzo 1938 prestò servizio presso l’Ispettorato per l’addestramento della Kriegsmarine e poi come comandante della nave scuola Gorch Fork, venendo promosso Kapitän zur See il 1º aprile 1939.
Il 15 marzo 1940 assunse il comando dell’incrociatore ausiliario Thor, con cui salpò nel giugno dello stesso anno per effettuare una missione della durata di 329 giorno durante la quale affondò 12 navi per un totale di 96.540 tonnellate di naviglio nemico. Durante tale missione ingaggiò combattimento contro ben tre incrociatori ausiliari inglesi, l'Alcantara, il Carnarvon Castle, e il Voltaire. In particolare si distinse durante il combattimento contro il Carnarvon Castle (20.122 tls, armamento su 8 cannoni da 152 mm), al comando del capitano di vascello Henry Noel Marryat Hardy, avvenuto il 5 dicembre 1940 al largo del Brasile. In quella occasione il Thor mise a segno ben 20 colpi sul Carnarvon Castle che, gravemente danneggiato, dovette disimpegnarsi. Rientrato in Patria il 30 aprile 1941, fu sostituito al comando del Thor dal capitano Günther Gumprich, e dal 20 giugno 1941 al 30 giugno 1942 prestò servizio come capo sezione al Reichsverkehrsministerium, e a partire dal 15 ottobre dello stesso anno come un ufficiale di collegamento della Marina presso il Commissariato del Reich per i trasporti marittimi (Reichskommissar für die Seeschifffahrt). Assegnato successivamente all’Oberkommando der Marine (OKM) come capo del reparto trasporti, venne promosso Konteradmiral il 1º febbraio 1943. A partire dal 5 gennaio 1944 fu nominato il Comandante delle forze navali tedesche presenti in Bretagna e comandante del presidio militare di Brest. Il 18 settembre dello stesso anno fu catturato dagli americani dopo la resa della piazzaforte e trasferito successivamente negli Stati Uniti come prigioniero di guerra. Rilasciato definitivamente il 28 febbraio 1947, si spense a Kiel il 2 novembre 1967.

### Annotazioni
1. ↑  Fino all’11 gennaio 1936 si chiamava Marineleitung.

### Fonti
1. ↑  Showell 2009, p. 99.
2. 1 2 3 4 5 6  Robert Forczyk, German Commerce Raider vs British Cruiser: The Atlantic &  The Pacific 1941, Osprey Publishing Company, Botley, 2012.
3. ↑  Rangliste der Deutschen Reichsmarine. Hrsg.: Reichswehrministerium. Mittler & Sohn. Berlin 1929, pag. 46.
4. 1 2  Showell 2009, p. 101.
5. ↑  Showell 2009, p. 96.
6. 1 2 3  Williamson 2012, p. 27.
7. 1 2 3 4  Williamson 2012, p. 26.
8. 1 2  Balkowski 2008, p. 288.
9. ↑  Fellgiebel 2000, p. 88.
10. ↑  Fellgiebel 2000, p. 248.
11. 1 2 3 4  Dörr 1995, p. 298.